# Belloy, Oise
Belloy är en kommun i departementet Oise i regionen Hauts-de-France i norra Frankrike. Kommunen ligger i kantonen Ressons-sur-Matz som tillhör arrondissementet Compiègne. År 2022 hade Belloy 70 invånare.

## Befolkningsutveckling
Antalet invånare i kommunen Belloy
| Referens: INSEE |